# 10726 Елоді
10726 Елоді (10726 Elodie) — астероїд головного поясу, відкритий 28 січня 1987 року.
Тіссеранів параметр щодо Юпітера — 3,511.